# San Sperate
San Sperate (sardinsky: Santu Sparàu) je italská obec (comune) v provincii Sud Sardegna v regionu Sardinie. Nachází se ve výšce 41 metrů nad mořem a má přibližně 8 400 obyvatel. Rozloha obce je 26,24 km².